# Fort Moerschans
Fort Moerschans was een fort ten noordoosten van de Nederlandse stad Hulst. Het was een onderdeel van de Linie van Communicatie ten Oosten van Hulst en behoorde tot de Staats-Spaanse Linies.
Het fort en de linie werd door de Staatsen aangelegd kort na 1591 in opdracht van prins Maurits, die toen de stad Hulst in bezit had. In 1596 raakten de Staatsen de stad en de linie weer kwijt aan de Spaansgezinden; pas in 1645 werden het fort, de linie en de stad weer heroverd.
Het fort deed nog dienst tijdens de Spaanse Successieoorlog (1701-1714), en het werd toen uitgebreid met vier bastions.
De bastions en de gracht zijn nog in het landschap aanwezig en bevinden zich ongeveer halverwege de Liniedijk.